# Venus (Texas)
Venus je město v okrese Johnson County a Ellis County ve státě Texas ve Spojených státech amerických. V roce 2010 zde žilo 2 960 obyvatel. S celkovou rozlohou 5,9 km² byla hustota zalidnění 501,7 obyvatel na km².

## Geografie
Venus se nachází na 32°25′46″ s. š., 97°6′25″ z. d.. Severně od něj se nachází město Denton, jižně město West a severozápadně od něj je město Aledo.